# الكنيسة المشيخية في أمريكا
الكنيسة المشيخية في أمريكا (پي سي أيه) طائفة بروتستانتية محافظة وثاني أكبر طائفة مشيخية في الولايات المتحدة، بعد الكنيسة المشيخية في الولاياة المتحدة الأمريكية (پي سي يو إس أيه). تتميز پي سي أيه بالتزامها بالتبشير والتعليم المسيحي وتعلن أن هدفها كونها مخلصة للكتاب المقدس، وأمينة للإيمان المصلح، ومطيعة للإرسالية الكبرى.

## تاريخ
تعود أصول پي سي أيه إلى الحرب الأهلية الأمريكية في القرن التاسع عشر حين انفصلت الكنيسة المشيخية في جزءين، أحدهما في الشمال والآخر في الجنوب. وبعد قرن تام، دخل الطرفان في حوار حول المصالحة. ولكن بعض الكنائس المحافظة في الجنوب اعترضت على المصالحة، نظراً لوجود الليبرالية في الشمال. فاجتمعت الكنائس المحافظة هذه في مدينة برمنجهام، ألاباما، عام 1973، وشكلت طائفة جديدة اسمها الكنيسة المشيخية الوطنية. ولكنها اضطرت لتغيير اسمها بعد احتجاجات كنيسة شمالية بنفس الاسم، وفي 1974 أصبحت الكنيسة المشيخية في أمريكا.
وميزت پي سي أيه نفسها عن الكنيسة الليبرالية الأكبر پي سي يو إس أيه التي رفضت ألوهية المسيح وعصمة الكتاب المقدس. وإضافة، تمنع پي سي أيه قيادة النساء على الرجال في الكنيسة.
تمتلك پي سي أيه مدرستين: كلية كوفنانت وكلية لاهوت كوفنانت.

## وصلات خارجية
- الموقع الرسمي